# ザ・ジャッジEX
『ザ・ジャッジEX』（ザ・ジャッジ イーエックス）は、2004年10月29日から同年12月17日までフジテレビ系列局（一部を除く）で放送されていたフジテレビ製作のバラエティ番組である。その後も2005年1月7日から同年3月18日まで『ザ・ジャッジEX〜人生を変えた瞬間〜』と題して放送されていた。全8回＋11回。放送時間は毎週金曜 19:00 - 19:57 （日本標準時）。

## 概要
金曜19:57枠で放送されていた『ザ・ジャッジ! 〜得する法律ファイル』の改題リニューアル版で、引き続きみのもんたと爆笑問題が出演していた。放送開始前の2004年10月23日（土曜） 14:00 - 16:00 には『ザ・ジャッジ!〜得する法律ファイル 〜金曜7時にお引越しスペシャル』が放送され、放送開始1週間後の同年11月5日（金曜）には『チャンネルα』枠で『幸せって何だっけ 〜カズカズの宝話〜』とのコラボレーション特番『ジャッジEX&幸せって何だっけ放送直前SP』が放送された。
番組は『得する法律ファイル』時代の内容を継承しつつも、裁判官をイメージしたキャラクター「ミスター・ジャッジ」に法律について説明させるなど、年少者にも理解できるような工夫を凝らした。しかし、法律相談のコーナーで芸能人相談者の半生を綴るVTRを流すようになり、2005年1月に改題してからは法律とは無関係のコーナーが始まるなど番組の根幹である法律相談の要素が薄れ、芸能人ゲストの人生を変えた運命の決断（ジャッジ）を紹介するドキュメンタリー番組風の内容になった。そして2005年3月18日放送分をもって同タイトルでの放送を終了し、『Dのゲキジョー 〜運命のジャッジ〜』へとリニューアルした。
放送時間が1時間繰り上がったことにより、この時間帯に自社製作番組や他系列局の番組を放送していた東海テレビ・関西テレビ・岡山放送・テレビ大分では未放送、または同時ネットせずに別の時間帯（東海テレビでは月曜19:00枠）に放送し、スペシャル回などの一部の回のみをネットする（ただし、内容は1時間に編集しなおしたもの）などの措置が取られた。

## 出演者

### 司会
- みのもんた

### レギュラー
- 太田光
- 田中裕二

## スタッフ
- ナレーター：内海賢二（「ミスター・ジャッジ」の声も兼任）、山口奈々[2]
- 構成：豊村剛、高橋洋二ほか
- 編成：中村百合子
- ディレクター：本田啓一、安藤茂克、白髭晋二
- 演出：藤沼聡、有川崇
- 制作プロデューサー：尾形香代（ハウフルス）、高橋純一、河本和美（Jアソシエイツ）、永井恵一（トスプランニング）
- チーフプロデューサー：宮道治朗
- 制作：吉田正樹
- 技術協力：ニユーテレス、IMAGICA
- 制作協力：ハウフルス、Jアソシエイツ、トスプランニング
- 制作著作：フジテレビバラエティ制作センター

## コーナー
法律関連のコーナーは『得する法律ファイル』からの引き継ぎコーナー。

### 法律関連のコーナー
有名人㊙事件簿ゲストの過去の行為が違法かどうかを出演者が予想し、「ミスター・ジャッジ」が法律で判定するコーナー。
コレって罪じゃないの?日常生活でなんとなく行っていることが罪になるのかどうかを出演者が当てるクイズコーナー。

### 法律とは無関係のコーナー
運命のジャッジゲストの人生と重大な決断をした転機を取り上げるコーナー。
実録・私は許さない一般人の実際にあった腹の立つ出来事を、俳優や女優がドラマ仕立てで演じるコーナー。
密着・稼ぐ女〜私は時給○○○万円〜儲かっている女社長を取り上げ、彼女たちの成功した転機や舞台裏を紹介するコーナー。
あなたも時給○○○万円「密着・稼ぐ女〜私は時給○○○万円〜」で紹介した女社長のこだわりを当てるクイズコーナー。